# Міністерство клімату та навколишнього середовища Польщі
Міністерство клімату та навколишнього середовища (пол. Ministerstwo Klimatu i Środowiska)  (MKiŚ) – Управління польського уряду, створене 6 жовтня 2020 року шляхом реорганізації попереднього Міністерства клімату (департаменти клімату та енергетики) та включення всіх повноважень Міністерства навколишнього середовища (1972). Частина повноважень Міністерства морського господарства та внутрішнього судноплавства (відділ водного господарства) тимчасово (до листопада 2020 року).
Місцезнаходження міністерства знаходиться у Варшаві в будівлі колишньої дирекції державних лісів на вул. Вавельська 52/54.

## Керівництво[1]
- Пауліна Генніг-Клоска (Польща 2050) – міністр клімату та навколишнього середовища з 13 грудня 2023 року;[2]
- Уршуля Зелінська (Зелені Zieloni (Polska)) – державний секретар з 22 грудня 2023 року;
- Кшиштоф Болеста (Польща 2050) – державний секретар з 2 лютого 2024 року;
- Аніта Совінська (Нова лівиця) – заступник державного секретаря з 14 грудня 2023 року;
- Мілош Мотика (PSL (Польська селянська партія)) – заступник Державного секретаря з 14 грудня 2023 року;
- Миколай Дорожала (Польща 2050) – заступник державного секретаря з 20 грудня 2023 року;
- Кшиштоф Галос – заступник державного секретаря, головний національний геолог з 25 січня 2024 року;
- Моніка Дзядкович – генеральний директор

Міністри з часу заснування міністерства
| Фото | Ім'я, Прізвище,                                                | Роки на посаді                    |
| ---- | -------------------------------------------------------------- | --------------------------------- |
|      | Міхал Куртика (Michał Kurtyka)                                 | 6.10.2020 - 26.10.2021 - 385 днів |
|      | Анна Москова (Anna Moskwa)                                     | 26.10.2021 - 27.11.2023 - 762 дні |
|      | Анна Лукашевська-Тшецяковська (Anna Łukaszewska-Trzeciakowska) | 27.11.2023 - 13.12.2023 - 16 днів |
|      | Пауліна Генніг-Клоска (Paulina Hennig-Kloska)                  | 13.12.2023 - по теперішній час    |

## Організаційна структура
Міністерство складається з політичного кабінету міністра та таких організаційних підрозділів:
- Департамент адаптації до зміни клімату та муніципальної політики
- Департамент безпеки
- Бюджетне управління
- Департамент освіти та комунікації
- Департамент електроенергетики
- Департамент електромобільності та інновацій
- Департамент європейських фондів
- Департамент геології
- Департамент поводження з відходами
- Департамент ІТ
- Департамент екологічних інструментів
- Департамент лісового та мисливського господарства
- Департамент охорони повітря та кліматичних переговорів
- Департамент охорони природи
- Департамент відновлюваних джерел енергії
- Юридичний відділ
- Відділ міжнар
- Відділ стратегії та аналізу
- Відділ теплоперетворення та енергоефективності
- Кабінет генерального директора
- Фінансовий відділ
- Контрольно-ревізійне управління
- Канцелярія Міністра
- Відділ кадрів.

Органи, підпорядковані міністерству:
- Генеральний директор з охорони навколишнього середовища
- Головний інспектор з охорони навколишнього природного середовища
- Президент Національного агентства з атомної енергії

Організаційні підрозділи, підпорядковані міністерству:
Організаційні підрозділи:
- Відділ Лісового насінництва у Варшаві
- Відділ лісовпорядкування та лісової геодезії
- Центральний притулок для тварин
- Національний фонд охорони навколишнього середовища та водного господарства у Варшаві
- Національний лісовий холдинг у Варшаві

Науково-дослідні інститути:
- Лісовий науково-дослідний інститут у Сенкоціні Старому
- Інститут екології промислових зон у Катовіце
- Енергетичний інститут – Національний науково-дослідний інститут у Варшаві
- Інститут нафти і газу - Національний науково-дослідний інститут у Кракові
- Інститут охорони навколишнього середовища – Національний науково-дослідний інститут у Варшав
- Національний геологічний інститут – Національний науково-дослідний інститут у Варшаві

Національні парки:
- Бабьоґурський національний парк зі штаб-квартирою в Завої
- Біловезький національний парк із центром у Біловежі
- Бєбжанський національний парк зі штаб-квартирою в Осовець-Твердзе
- Бещадський національний парк зі штаб-квартирою в Устшиках Гурне
- Дравенський національний парк зі штаб-квартирою в Дравно
- Горчанський національний парк зі штаб-квартирою в Поремба Велька
- Кампіноський національний парк зі штаб-квартирою в Ізабеліні
- Карконошський національний паркк зі штаб-квартирою в Єленя-Гурі
- Магурський національний парк зі штаб-квартирою в Кремпні
- Нарвянський національний парк зі штаб-квартирою в Курові
- Ойцовський національний парк зі штаб-квартирою в Ойцові
- Національний парк «Тухольські Бори» зі штаб-квартирою в Хажикові
- Столові гори (національний парк) зі штаб-квартирою в Кудова-Здруй
- Уйсце Варти (національний парк) з центром у Чизино
- П'єнинський національний парк із центром у Кросьченко над Дунайцем
- Поліський національний парк зі штаб-квартирою в Уршуліні
- Розточанський національний парк зі штаб-квартирою у Звежинці
- Словінський національний парк зі штаб-квартирою в Смолдзіно
- Свентокшиський національний парк зі штаб-квартирою в Бодзенці
- Татранський національний парк (Польща) зі штаб-квартирою в Закопане
- Великопольський національний парк зі штаб-квартирою в Єзерах
- Вігерський національний парк зі штаб-квартирою в Кживе
- Волінський національний парк зі штаб-квартирою в Мендзиздроє

Обласні фонди охорони навколишнього середовища та водного господарства:
WFOŚiGW у: Білосток, Гданськ, Катовіце, Кельце, Краків, Люблін, Лодзь, Ольштин, Ополе, Познань, Жешув, Щецин, Торунь, Варшава, Вроцлав і Зелена Гура
Навчальні заклади:
- Лісовий технікум у Біловезі
- Лісовий технікум у Мілічі
- Лісотехнічний технікум імені проф. Яна Міклашевського в Старосціні
- Лісовий технікум імені Адама Лорета в Тухолі
- Лісотехнічний технікум імені проф. Станіслава Соколовського у Варцино
- Комплекс лісничих шкіл у Білгораї
- Комплекс лісничих шкіл імені інженера Яна Клоски в Гораї
- Лісницький шкільний комплекс у Лесько
- Лісницький шкільний комплекс у Рогозінець
- Лісницький шкільний комплекс імені Романа Гесінга в Загнанську
- Комплекс лісничих та екологічних шкіл імені Станіслава Моравського в Бринеку
- Центр галузевих навичок лісового професійного профілю в Тухолі

Регіональні відділи охорони навколишнього середовища та водного господарства:
WFOŚiGW у:
Білосток, Гданськ, Катовіце, Кельце, Краків, Люблін, Лодзь, Ольштин, Ополе, Познань, Жешув, Щецин, Торунь, Варшава, Вроцлав і Зелена Гура

## Історія
Міністерство, до компетенції якого входять захист навколишнього середовища, енергетика та клімат, працює з 15 листопада 2019 року, коли президент призначив другий уряд Матеуша Моравецького. Обов’язки Міністерства навколишнього середовища тоді взяло на себе Міністерство клімату, але було вирішено розділити обидва міністерства та призначити спеціального координатора, яким став міністр-член Ради міністрів Міхал Вось
23 січня 2020 року Сейм ухвалив акт про внесення змін до закону про департаменти урядової адміністрації, який у ст. Стаття 5 зміненого Закону вводить кліматичний розділ і додає сферу застосування цього розділу. Закон набрав чинності через 7 днів з дня його опублікування у Віснику, тобто 29 лютого 2020 року. Розпорядженням Ради міністрів від 20 березня 2020 року Мінприроди було відновлено 21 березня 2020 року].
Міністерства навколишнього середовища та клімату були знову об’єднані в рамках реорганізаціїї уряду 6 жовтня 2020 року. Тоді Департамент водного господарства також було відновлено в компетенції міністерства, але трохи більше ніж через місяць його було передано Міністерству інфраструктури. 7 жовтня 2020 року, починаючи з 6 жовтня 2020 року, набули чинності розпорядження Ради Міністрів від 7 жовтня 2020 року про ліквідацію Мінприроди та розпорядження Ради Міністрів від 7 жовтня 2020 року про створення Міністерства клімату та навколишнього середовища Польщі.